# Scott Sorry
Scott Sorry (Filadelfia, 30 ottobre 1978) è un bassista statunitense.
La sua carriera musicale cominciò sin da giovane, quando suonava in varie band punk di Phliadelphia, ma la fama la guadagnò suonando con gli Amen, suonando nel tour Join Or Di, nel 2003. Suonò con gli Amen fino a che non si unì ai Brides of Destruction, nel 2005, con i quali registrò l'album Runaway Brides.
Attualmente suona il basso nella band The Wildhearts, una band Britannica.
Ha preso parte anche ad un progetto musicale nominato Sorry and the Sinatras, in cui svolge il ruolo di chitarrista e di cantante d'accompagnamento con cui tra poco registrerà un album.

## Discografia

### Con i Brides of Destruction
- Runaway Brides - 2005